# Успенське (Україна)
Успе́нське — село в Україні, у Балаклійському районі Харківської області. Населення становить 129 осіб. До 2020 орган місцевого самоврядування — Асіївська сільська рада.

## Географія
Біля села Успенське знаходиться кілька ярів, перегороджених загатами. В одному з них знаходяться витоки річки Чепель (Чепіль), нижче за течією якої знаходиться село Попівка.

## Історія
12 червня 2020 року, відповідно до Розпорядження Кабінету Міністрів України  № 725-р «Про визначення адміністративних центрів та затвердження територій територіальних громад Харківської області», увійшло до складу Балаклійської міської територіальної громади.
19 липня 2020 року, в результаті адміністративно-територіальної реформи та ліквідації Балаклійського району, село увійшло до складу новоутвореного Ізюмського району.